# NGC 4565
NGC 4565는 머리털자리에 있는 나선 은하이다. 우리 은하의 옆 모습과 비슷한 형태이다. NGC 4565는 종종 바늘은하(Needle Galaxy)라고 불릴 만큼 전형적인 옆에서 본 은하(edge-on galaxy)로써, 여름철 밤하늘에서 긴 띠로 보이는 은하수를 멀리 놓고 보면 아마도 NGC 4565처럼 보일 것이다. AT 2016blu라고 불리는 밝은 청색 변광성이 소속해 있다. 2014년, 2016년, 2018년, 2019년, 2021년, 2022년에도 폭발했다.
NGC 4565는 밝은 은하 팽대부(bulge)과 이를 둘러싼 얇은 원반(은하 평면)의 나선팔에 의한 흡수대(dust lane)가 교과서적으로 드러나고 있다. 밝은 노란색의 팽대부는 비교적 늙은 별들이 있고, 은하 평면 모서리에 푸른색의 점들은 이제 막 새로 태어난 푸른 별들이다. NGC 4565의 은하핵은 LINER(Low-ionization nuclear emission-line region)형의 활동성은 하핵을 가진 것으로 알려져 있다.